# 圣费尔南多 (阿根廷)
34°48′S 58°31′W / 34.800°S 58.517°W
圣费尔南多（西班牙語：San Fernando，西班牙語發音：[san feɾˈnando]）是阿根廷布宜诺斯艾利斯省的一座城市，也是大布宜诺斯艾利斯都市圈的一部分。它距布宜诺斯艾利斯28公里，距離拉普拉塔95公里。